# Butler, Illinois
Butler är en ort (village) i Montgomery County i Illinois. Vid 2010 års folkräkning hade Butler 180 invånare.

## Kända personer från Butler
- Harold Osborn, friidrottare